# Купвара
Купвара или Копавор — город и техсил в округе Купвара в Джамму и Кашмире, Индия. Лолабскую долину иногда посещают туристы. Согам также посещают из-за красивой природы и горного воздуха.

## Демография
По переписи Индии 2001 года, Купвару населяют 14,711. Мужчины составляют 61 % населения и женщины 39 %. Уровень грамотности составляет 55 %, это ниже, чем средний по стране 59,5 %: грамотных мужчин 64 %, и женщин 41 %. В Купваре, 13 % моложе 6 лет.
Керан считался туристическим местом, но с 1990 года там нет туристов из-за страха боевиков. Это хорошее место на берегу реки Нилум / Кишанганга вдоль Линии контроля.

## Образование
Несмотря на то, что в округе только половина грамотных, в округе 4 колледжа, 22 средние школы и 1289 образовательных учреждения всего. Купварский государственный колледж насчитывает 3000 студентов.